# VYa-23 (機関砲)
ボルコフ・ヤルツェフ VYa-23（ロシア語：Волков-Ярцев ВЯ-23、ラテン文字表記の例：Volkov-Yartsev VYa-23）は、第二次世界大戦中にソビエト連邦で使用された航空機用の23mm機関砲である。

## 開発
1940年、ボルコフとヤルツェフは、新型の23mm砲弾を使用する TKB-201 機関砲を開発した。
この機関砲はイリューシン Il-2対地攻撃機（シュトゥルモヴィーク）に装備する予定だったが、実験機として使用可能な Il-2 が存在しなかったため、最初の空中発射試験はドイツ軍のメッサーシュミット Bf110戦闘機で行われた。1941年には予定通り Il-2 でテストを行い、VYa-23 として制式採用された。
VYa-23 の総生産数は64,655基であった。

## 特徴
VYa-23 はガス圧作動・ベルト給弾式の機関砲で、口径の割に高い発射速度を有していた。一方で、大きな反動や激しい発射・装填動作のために耐用寿命が短く、地上でなければ修理不能な弾詰まりを起こす傾向があった。
弾薬は、焼夷破片効果榴弾、曳光焼夷破片効果榴弾、焼夷徹甲弾から構成されていた。弾丸の重量は200gで、破片効果榴弾には10gの炸薬が含まれていたが、これは、ShVAKやB-20 が使用する20mm砲弾と比べ、それぞれ二倍に相当した。
徹甲弾は射距離400mで25mmの装甲を貫通したものの、想定されていた対戦車攻撃には不十分だった。ドイツ軍の軽戦車を撃破するには側面か背面への射撃が必要となり、中戦車を撃破するには40度以上の急降下を行いながら装甲の薄い砲塔上面や車体上面に400m以内で射撃を浴びせる必要があった。小さな目標物に照準を合わせ続けることはただでさえ難しかったが、Il-2 でそのような急降下攻撃を行うことは理想的なコンディションが整っている場合でも現実的ではなかった。